# فينغ كانغ
فينغ كانغ (بالصينية: 冯康) هو رياضياتي صيني، ولد في 9 سبتمبر 1920 في سوجو في الصين، وتوفي في 17 أغسطس 1993.